# Hans Arnold (Bildhauer, 1860)
Balthasar Johannes „Hans“ Arnold, auch Hans Arnoldt (* 2. Oktober 1860 in Wittenberg; † 30. März 1913 in Charlottenburg) war ein deutscher Bildhauer.

## Leben

Hans Arnold

Arnold wurde im Haus der Goldenen Kugel (Wilhelm Weber Haus in der Schlossstrasse 10) in Wittenberg als Sohn eines Kaufmanns geboren. Von 1879 bis 1881 war er ein Schüler der Münchener und ab 1881 der Berliner Kunstakademie bei Albert Wolff und Fritz Schaper. Er blieb in Berlin ansässig und war seit 1894 Mitglied im Verein Berliner Künstler.
In Berlin lebend und schaffend, wurde er dort 1889 als ordentliches Mitglied in die Berliner Künstlervereinigung aufgenommen. Auf dem Diplom über die Aufnahme im Jahre 1889 stehen die Namen von Anton von Werner, Schnorr-Alquist. Der Zeit entsprechend, schuf er Denkmäler in erster Linie für Städte, die Kaiser, Könige und Fürsten ehren wollten und bewies dabei eine hohe Kunstfertigkeit.
Vor der Wittenberger Schlosskirche, stand bis zum Zweiten Weltkrieg die Figur Kaiser Friedrichs, geschaffen 1889. Weiter sei genannt das Denkmal für den Preußenkönig Friedrich II. in Torgau (1912). Für das Märkische Museum in Berlin lieferte Arnold das Denkmal für Hermann Schulze-Delitzsch und für das Pathologisch-anatomische Institut die Virchow-Büste. Zu seinen letzten Werken gehören die Entwürfe des Denkmals für General Yorck von Wartenburg in Wartenburg an der Elbe 1912/13 und der Goldmedaille für Professor Otto Wille aus dem Jahre 1913. Für eine Empfangshalle eines Industriewerkes schuf er einen Gießer und einen Schmied, beide dargestellt mit ihren wichtigsten Arbeitsgeräten.
Hans Arnold starb Ende März 1913 im Alter von 52 Jahren in Charlottenburg. Beigesetzt wurde er auf dem Friedhof Wilmersdorf. Das Grab ist nicht erhalten.

## Werke

Kaiser-Friedrich-Denkmal (Wittenberg Einweihung 1894), welches 1940 ein Opfer der „Metallspende“ wurde.

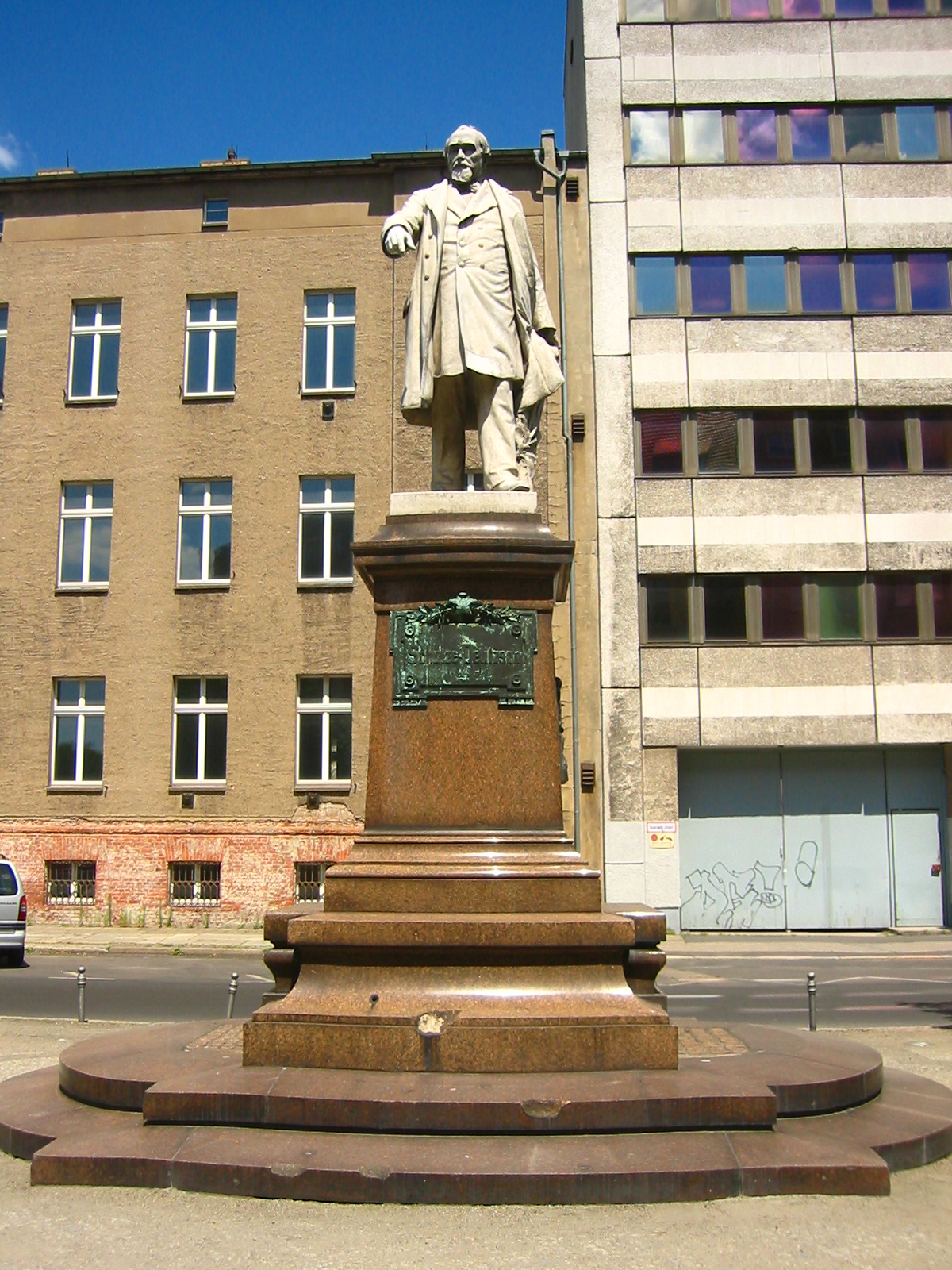
Denkmal für Hermann Schulze-Delitzsch in Berlin

- 1886 Denkmal Büste Viktor von Scheffel in Radolfzell (erhalten)
- 1894 Denkmal Standbild Kaiser Friedrich III. in Wittenberg (zerstört)
- 1896 Kriegerdenkmal 1870/71 mit Fahnenträger in Quakenbrück (erhalten)
- 1896 Denkmal Büste Kaiser Wilhelm I. in Schmargendorf (zerstört)
- 1899 Denkmal Standbild Hermann Schulze-Delitzsch in Berlin (erhalten ohne Sockelfiguren)
- 1900 Kriegerdenkmal 1870/71 mit Fahnenträger in Niemegk (zerstört)
- 1900 Büste Geheimrat Prof. Dr. Rudolf Virchow für die Charité Berlin
- 1902 Denkmal Standbild Kaiser Friedrich III. in Lehnin (zerstört)
- 1903 „Kaiserin Friedrich als Wohltäterin“
- 1904 Denkmal Standbild Kaiser Friedrich III. in Werder (zerstört)
- 1904 „Bogenschützin“
- 1908 „Schwerttänzerin“
- 1910 „Amphorenträger“
- 1911 „Tamburin-Tänzerin“
- 1911 Denkmal Büste Friedrich Ludwig Jah in Köthen (zerstört)
- 1912 Denkmal Standbild König Friedrich II. von Preußen in Torgau (1948 zerstört)
- 1912/13 Entwurf des Denkmals für General Graf Johann David Ludwig Yorck von Wartenburg in Wartenburg